# Monteponita
La monteponita és un mineral de la classe dels òxids. Rep el seu nom de la localitat de Monteponi (Sardenya, Itàlia), la seva localitat tipus.

## Característiques
La monteponita és un òxid de fórmula química CdO, i és dimorfa de la cadmoxita. Cristal·litza en el sistema isomètric. Es troba en forma d'octàedres, amb modificacions de cubs, en druses de cristalls fins, de fins a 0,05 mil·límetres. També se'n troba en forma de pols i massiva. La seva duresa a l'escala de Mohs és 3.
Segons la classificació de Nickel-Strunz, la monteponita pertany a «04.AB: Òxids amb proporció Metall:Oxigen = 2,1 i 1:1, amb Catió:Anió (M:O) = 2:1 (i 1,8:1)» juntament amb els següents minerals: crednerita, tenorita, delafossita, mcconnel·lita, bromellita, zincita, bunsenita, calç, manganosita, períclasi, wüstita i pal·ladinita.

## Formació i jaciments
Es troba com a revestiment sobre calamina, o amb altres sulfurs. Sol trobar-se associada a altres minerals com: calamina (smithsonita o hemimorfita), cadmi o otavita. Va ser descoberta l'any 1946 a la mina Monteponi, a Iglesias (Província de Sardenya del Sud, Sardenya, Itàlia). També ha estat descrita al dipòsit de cadmi i zinc de Niujiaotang (Duyun, República Popular de la Xina), a la mina Esperanza (Lavrion, Grècia) i a dues localitats russes: el volcà Kudriavy, a l'illa d'Iturup, i a la conca del riu Yana, a Sakhà.